# Księstwo bełskie
Księstwo bełskie (ukr. Белзьке князівство) – staroruskie udzielne księstwo ze stolicą w Bełzie powstałe w 1170 roku wskutek feudalnego rozdrobnienia Rusi; lenno Królestwa Polskiego od roku 1366.

## Położenie geograficzne
Księstwo położone było w górnym dorzeczu rzeki Bug, który już przy grodzie Wołyń umożliwiał żeglugę.
Terytorium sąsiadowało:
- na zachodzie z księstwem chełmskim i ziemią przemyską,
- na wschodzie z ziemią krzemieniecką,
- na północy z księstwem włodzimierskim,
- na południu z ziemią lwowską.

## Historia
Teren w przewadze znajdował się na obszarze tzw. Grodów Czerwieńskich. Obszar peryferyjny względem stołecznego dla Rurykowiczów Kijowa i podbity przez nich dopiero u schyłku X wieku, czyli późno w chronologii ich podbojów; z tego powodu teren ten nieustannie był areną styku i mieszania się kultur łacińskiej i greckiej.
Początkowo istniało w wasalnej zależności od księstwa włodzimierskiego. Po klęsce Aleksandra Wsiewołodowicza i zdobyciu księstwa w 1234 przez Daniela Halickiego, w latach 1234–1340 księstwo było zależne od księstwa halicko-wołyńskiego. W 1240 roku zostało zniszczone przez Tatarów. Po śmierci Bolesława Trojdenowicza (w 1340) w latach 1340–1377 przeszło pod Jerzego Narymuntowicza i do zależności od Wielkiego Księstwa Litewskiego. W 1378 podporządkowane Węgrom, przekazane w r. 1387 księciu halickiemu Ściborowi ze Ściborzyc, zdobyte przez Jadwigę, ale w 1388 przekazane księstwu mazowieckiemu (Siemowitowi IV przez Jagiełłę). Po śmierci Władysława II płockiego włączone do Polski w 1462 jako województwo bełskie.